# Кобеев, Оспан
Кобеев Оспан (1876, район Арыстан Шалбар Мангыстауской области — 1930) — российский    политический деятель, подполковник Российской армии. 

## Биография
Происходил из зажиточной семьи рода Адай крупного племени Алшын.
Окончил Оренбургский кадетский корпус. В 1899 окончил Александровское военное училище в Москве. В 1904—1905 участвовал в русско-японской войне. Награжден Георгиевским крестом. В 1907—1912 участвовал в Кавказской войне в составе второго Туркистанского армейского корпуса. С 1918 оставил службу. 1 июля 1918 назначен Временным правительством военным комиссаром Адайского уезда Закаспийского областного совета. Оказывал содействие экспедиции А.Жангельдина и помощь голодающим Мангыстау. После восстановления власти белогвардейцев в Мангыстау старался спасти местных большевиков от расправы белогвардейского генерала Толстова. В 1920 правительство Колчака присвоило Кобеев звание полковника. После установления Совестской власти в 1922 осужден коллегией ВЧК на 2 года и сослан в Соловки в Холмогорск. В 1929 повторно арестован. Расстрелян решением тройки ОГПУ.